# Ichneumon fernaldae
Ichneumon fernaldae is een vliesvleugelig insect (orde Hymenoptera) uit de familie van de gewone sluipwespen (Ichneumonidae). De wetenschappelijke naam van de soort werd in 2016 gepubliceerd door Rebecca Kittel als nomen novum voor Ichneumon crassipes Cuvier, 1833, een naam die in 1785 door Étienne Louis Geoffroy al was vergeven aan een andere sluipwesp uit hetzelfde geslacht. De soort is vernoemd naar Maria Elizabeth Fernald (1839–1919), een Amerikaans entomologe.